# エネルギー省 (タイ)
エネルギー省 (タイ語:กระทรวงพลังงาน、英語：Ministry of Energy）は、タイ王国政府の省の一つ。2002年に設置。

## 概要
その名のとおり、国家のエネルギー政策を担当している。内閣の閣僚であるエネルギー大臣が省の長となる。

## 歴史
省の前身は、1992年に設置された首相府直属の機関、国家エネルギー政策委員会(NEPC)の事務局としての機能を担うために作られたエネルギー政策企画事務局（EPPO）である。当時はさらに国家エネルギー政策委員会の審議を補佐するエネルギー行政委員会（CEPA）とエネルギー保全を担当するエネルギー保全振興基金(ENCON Fund）が置かれていた。
エネルギー政策企画事務局では国家のエネルギー行政全般について監督していたが、この事務局以外にもエネルギー行政に関わる部署が各省に散在し、政策連携に問題を生じていた。
そのため、2001年11月2日にタクシン政権により関連行政部署を取りまとめてエネルギー庁に格上げされた。また2002年1月9日に閣議によりさらに省への格上げすることが決定。2002年10月3日に2002年省庁改組法に基づきエネルギー省が設置された。この際にエネルギー政策企画事務局はエネルギー省の一部局として統合されたが、国家エネルギー政策委員会、エネルギー行政委員会、エネルギー保全振興基金の3機関の事務局としての機能は維持された。
2011年3月29日、東日本大震災に伴う福島第一原子力発電所事故により東北電力・東京電力管内の供給能力が急減していることから、ガスタービン発電機2基を付属設備を含めて丸ごと無料で貸し出すと発表、輸送を担当する三菱重工業によると、これだけの規模の海外移送は「世界的にも聞いたことがない」という。ワナラット・チャーンヌクンエネルギー大臣は「日本とタイは120年に及ぶ協力関係にあり、電力についても40年間にわたり提携してきた」と述べた。

## 所在地
バンコク パトゥムワン区 ローンムアン地区 ラーマ1世通り 17 （17 ถนนพระรามที่ 1 แขวงรองเมือง เขตปทุมวัน กรุงเทพฯ 10330
）

## 部局

### 事務
- 大臣官房
- 次官事務局

### 内部部局
- エネルギー政策企画事務局 （สำนักงานนโยบายและแผนพลังงาน）（EPPO）
- 天然燃料局 （กรมเชื้อเพลิงธรรมชาติ）
- 代替エネルギー開発・エネルギー保全局 （กรมพัฒนาพลังงานทดแทนและอนุรักษ์พลังงาน）
- エネルギー事業局 （กรมธุรกิจพลังงาน）

### 省関連の公社
- タイ発電公社（การไฟฟ้าฝ่ายผลิตแห่งประเทศไทย）（EGAT）
- タイ石油公社（PTT）
- バーンヂャーク石油公社（บริษัท บางจากปิโตรเลียม จำกัด (มหาชน)）（The Bangchak Petroleum Public Co., Ltd）

### 省関連の公共機関
- エネルギー基金機構（สถาบันบริหารกองทุนพลังงาน (องค์การมหาชน)）（EFAI）

## 関連事項
- 内閣 (タイ)